# Scandiceae
Scandiceae, tribus štitarki.Podijeljen je na 7 podtribusa, a ime je dobio po rodu češljika (Scandix).
Tribus je opisan 1820.

## Podtribusi
1. Tribus Scandiceae Spreng.
  1. Subtribus Glaucosciadium clade
    1. Glaucosciadium B. L. Burtt & P. H. Davis (2 spp.)
    2. Ladyginia Lipsky (3 spp.)

  2. Subtribus Scandicinae Tausch
    1. Todaroa Parl. (1 sp.)
    2. Athamanta L. (11 spp.)
    3. Conopodium W. D. J. Koch (9 spp.)
    4. Sphallerocarpus Besser ex DC. (1 sp.)
    5. Chaerophyllum L. (68 spp.)
    6. Scandix L. (13 spp.)
    7. Anthriscus [Pers.] Hoffm. (12 spp.)
    8. Myrrhis Mill. (1 sp.)
    9. Osmorhiza Raf. (11 spp.)
    10. Kozlovia Lipsky (5 spp.)
    11. Chaerophyllopsis Boiss. (1 sp.)
    12. Geocaryum Coss. (13 spp.)

  3. Subtribus Acronema clade
    1. Harrysmithia H. Wolff (2 spp.)
    2. Tilingia Regel & Tiling (3 spp.)
    3. Rupiphila Pimenov & Lavrova (1 sp.)
    4. Acronema Falc. ex Edgew. (32 spp.)
    5. Angelica p. min. p. (1 sp.)
    6. Halosciastrum (Nakai) Koidz. (1 sp.)
    7. Haloselinum Pimenov (1 sp.)
    8. Ligusticum p. min. p. (2 spp.)
    9. Meeboldia H. Wolff (4 spp.)
    10. Oreocomopsis Pimenov & Kljuykov (3 spp.)
    11. Ostericum Hoffm. (12 spp.)
    12. Pachypleurum Ledeb. (3 spp.)
    13. Pleurospermum p. min. p. (2 spp.)
    14. Pternopetalum Franch. (22 spp.)
    15. Pterygopleurum Kitag. (1 sp.)
    16. Sinocarum H. Wolff ex R. H. Shan & F. T. Pu (19 spp.)
    17. Synclinostyles Farille & Lachard (2 spp.)
    18. Spuriopimpinella (H. Boissieu) Kitag. (6 spp.)
    19. Rohmooa Farille & Lachard (1 sp.)
    20. Xyloselinum Pimenov & Kljuykov (3 spp.)

  4. Subtribus Ferulinae Drude
    1. Cephalopodum Korovin (3 spp.)
    2. Leutea Pimenov (9 spp.)
    3. Ferula L. (223 spp.)
    4. Eriosynaphe DC. (1 sp.)
    5. Palimbia Besser (3 spp.)
    6. Autumnalia Pimenov (2 spp.)
    7. Fergania Pimenov (1 sp.)
    8. Kafirnigania Kamelin & Kinzik. (1 sp.)

  5. Subtribus Artediinae Baczyski, Wojew., S.R.Downie & Spalik
    1. Artedia L. (1 sp.)

  6. Subtribus Torilidinae Dumort.
    1. Yabea Koso-Pol. (1 sp.)
    2. Glochidotheca Fenzl (1 sp.)
    3. Szovitsia Fisch. & C. A. Mey. (1 sp.)
    4. Lisaea Boiss. (3 spp.)
    5. Turgenia Hoffm. (2 spp.)
    6. Torilis Adans. (18 spp.)
    7. Rhopalosciadium Rech. fil. (1 sp.)
    8. Astrodaucus Drude (3 spp.)

  7. Subtribus Daucinae Dumort.
    1. Orlaya Hoffm. (3 spp.)
    2. Caucalis L. (1 sp.)
    3. Daucus L. (45 spp.)
    4. Silphiodaucus (Koso-Pol.) Spalik, Wojew., Banasiak, Piwczyñski & Reduron (2 spp.)
    5. Cuminum L. (3 spp.)
    6. Ammodaucus Coss. & Durieu (2 spp.)
    7. Laserpitium L. (8 spp.)
    8. Laserocarpum Spalik & Wojew. (1 sp.)
    9. Ekimia H. Duman & M. F. Watson (4 spp.)
    10. Thapsia L. (23 spp.)
    11. Siler Mill. (2 spp.)
    12. Laser Borkh. ex G. Gaertn., B. Mey. & Scherb. (8 spp.)
    13. Froriepia K. Koch (1 sp.)
    14. Yildirimlia Dogru-Koca (1 sp.)